# فيليب لونش
فيليب لونش (بالإنجليزية: Phillip Lynch)‏ هو سياسي أسترالي، ولد في 27 يوليو 1933 في أستراليا، وتوفي في 19 يونيو 1984 في نفس البلد. حزبياً، نشط في الحزب الليبرالي الأسترالي. وقد انتخب أمين صندوق أستراليا ‏ (11 نوفمبر 1975 – 19 نوفمبر 1977) وانتخب Minister for Finance (Australia) ‏ (7 ديسمبر 1976 – 19 نوفمبر 1977) وانتخب عضو مجلس النواب الأسترالي عن دائرة Division of Flinders ‏ (26 نوفمبر 1966 – 22 أكتوبر 1982).